# Реакция на Вюрц-Фитиг
Реакция на Вюрц-Фитиг е химична реакция между арилхалогениди, алкилхалогениди и натрий при което се получават алкилбензени.
Тази реакция е открита през 1855 година от химиците Шарл Вюрц и Рудолф Фитиг.